# Municipio vecchio (Caldogno)
L'ex municipio in Piazza Bruno Viola o più comunemente municipio vecchio è una delle residenze appartenute ai conti Caldogno, presente nel comune omonimo in provincia di Vicenza.
Sita in centro paese, venne costruita verso la fine del Cinquecento quando, un non ben noto ramo della famiglia, ebbe l'iniziativa. È attualmente di proprietà del comune ed è in discussione la possibilità di venderlo o restaurarlo.

## Storia
In realtà tale struttura non è la primitiva residenza dei nobili in questo lato del paese dal momento che, tutta la struttura ad occidente più volte rimodellata nel Seicento e ha perso l'aspetto originario. Nel Trecento era stata infatti costruita una struttura il cui prospetto sud possedeva un ampio portico con quattro arcate sovrastate da grandi finestre: di questo rimane solo una delle arcate e le chiavi di volta delle altre tre.
Nel Cinquecento, quindi, venne costruito l'edificio conosciuto ora staccato, ma collegato da una struttura non molto dissimile, dalla residenza originaria. 
Nel 1653 venne aggiunta l'ala della villa verso la piazza e non, come segna erroneamente una scritta sopra la porta, nel 1930.
(Targa sopra la porta)
Dal 1931 al 1987 fu sede municipale.
Per l'adattamento agli uffici comunali venne restaurata nel 1931 e un ulteriore rimaneggiamento venne effettuato nel 1968.

## Descrizione
L'edificio presenta due facciate ed è affiancato ad ovest dalla vecchia residenza e ad est da un'ala scandita da lesene tuscaniche tra le quali si profilano degli archi ciechi molto esili. Nelle vicinanze dell'angolo sud-est e sul pinnacolo che sovrasta il vertice del frontone nella facciata nord è presente nella parete uno stemma araldico dei Caldogno in pietra tenera che è, ormai, consumato.

### Esterno

#### Facciata meridionale
La facciata meridionale, che dà sulla piazza, rappresenta il prospetto maggiore. Vi si distinguono quattro piani di diverse dimensioni e aperture di forma differente e una suddivisione in tre settori, di cui quello principale è leggermente avanzato.
Il piano terra presenta finestre molto piccole e rettangolari in asse con quelle dei piani superiori, quasi fosse un seminterrato.
Il piano nobile, al primo piano, è accessibile tramite lo scalone esterno e porta finestre alte e rettangolari con cimasa orizzontale al di sopra.
Nel secondo piano, piuttosto basso, si aprono finestre quadrate e nel sottotetto sono presenti finestrelle ellittiche molto vicine fra di loro, tanto che le cornici si sfiorano.
Lo scalone che porta al piano nobile occupa la parte centrale della facciata ed è suddiviso in due rampe, parallele alla parete, che portano ad un pianerottolo antistante l'ingresso.
L'ingresso al primo piano funge da asse di simmetria e sembra ispirarsi a villa Pojana di Pojana Maggiore, un lavoro noto del Palladio. La porta arcuata e le due finestre ai lati costituiscono la "serliana", sovrastata da un ampio elemento curvilineo. Al grande atrio interno forniscono luce anche le altre due finestre laterali.

#### Facciata settentrionale
La facciata settentrionale, che dà su via Fogazzaro, non manca degli elementi che rendono elegante il prospetto sud.

### Gli interni
L'atrio è ampio come tutto il settore centrale e riceve luce da tutte le aperture del primo piano. Presenta una volta a botte che al centro diventa a crociera e vi si aprono una serliana dalle dimensioni simili a quella della facciata sud e due porte laterali che immettono rispettivamente alle stanze retrostanti e alle sale di fianco.
Alcune stanze, intorno alle porte delle stanze tra loro comunicanti, sono decorate da un pittore seicentesco. Sono presenti anche pregevoli caminetti seicenteschi e un caminetto cinquecentesco al centro della parete nella stanza a sud-est..